# A Real Live One
Az A Real Live One a brit Iron Maiden 1993-ban megjelent koncertlemeze, melyet az EMI adott ki. A korongon hallható dalokat a Fear of the Dark lemez európai turnéján rögzítették 1992-ben. A felvételek 9 különböző helyszín anyagából lettek összeválogatva, a dalok pedig az együttes 1986 és 1992 között készült albumairól származnak. A lemez borítóját ismét Derek Riggs festette. A korongon hallható Fear of the Dark dalt Grammy-díjra jelölték, a legjobb metalteljesítmény kategóriában. Nem sokkal a megjelenés után napvilágot látott az album folytatásának is tekinthető A Real Dead One, melyre 1974 és 1984 közötti felvételek kerültek.

## Számlista
A dalokat Steve Harris írta, kivéve ahol jelölve van..
1. Be Quick or Be Dead (Bruce Dickinson, Janick Gers)
  - Monsters Of Rock 1992, Donington Park, Donington, Anglia, 1992. augusztus 22.
2. From Here to Eternity
  - The Valbyhallen, Koppenhága, Dánia, 1992. augusztus 25.
3. Can I Play with Madness (Dickinson, Adrian Smith, Harris)
  - The Brabanthallen, Den Bosch, Hollandia, 1992. szeptember 2.
4. Wasting Love (Dickinson, Gers)
  - La Grande Halle de La Villette, Párizs, Franciaország, 1992. szeptember 5.
5. Tailgunner (Dickinson, Harris)
  - La Patinoire de Malley, Lausanne, Svájc, 1992. szeptember 4.
6. The Evil That Men Do (Dickinson, Smith, Harris)
  - Forest National, Brussels-Capital Region, Belgium, 1992. augusztus 17.
7. Afraid to Shoot Strangers
  - Stockholm Globe, Stockholm, Svédország, 1992. augusztus 29.
8. Bring Your Daughter...to the Slaughter (Dickinson)
  - Helsinki Ice Hall, Helsinki, Finnország, 1992. augusztus 27.
9. Heaven Can Wait
  - Ice Hall, Helsinki, Finnország, 1992. augusztus 27.
10. The Clairvoyant
  - Helsinki Ice Hall, Helsinki, Finnország, 1992. augusztus 27.
11. Fear of the Dark
  - Helsinki Ice Hall, Helsinki, Finnország, 1992. augusztus 27.

## Közreműködők
- Bruce Dickinson – ének
- Dave Murray - gitár
- Janick Gers – gitár
- Steve Harris – basszusgitár
- Nicko McBrain – dob

és
- Michael Kenney - billentyűs hangszerek